# Iberojet
Iberojet, fino al 2020 Evelop Airlines, è una compagnia aerea charter spagnola che opera voli a breve e lungo raggio dalla Spagna e dal Portogallo per conto di tour operator. È di proprietà di Barceló Viajes e ha sede a Palma di Maiorca, in Spagna.
L'8 dicembre 2020, Evelop si è fusa con Orbest ed è stata ribattezzata Iberojet.

## Storia
Nel 2013, il Gruppo Barceló annunciò la creazione di Evelop Airlines, la propria compagnia aerea, posseduta al 100% dalla sua controllata di viaggio Barceló Viajes, attualmente chiamata Ávoris. Il marchio si rivolge al mercato dei tour operator. Nell'ottobre 2013, la compagnia aerea acquisì il suo primo Airbus A330. I voli iniziarono nel giugno 2013 con il codice ICAO di Calima Aviación e dal 30 novembre 2013 con il proprio.
Nel 2014, Evelop acquisì un nuovo Airbus 330-200 e aumentò i suoi voli verso i Caraibi. Nel febbraio 2014, Evelop firmò un accordo con Iberia affinché quest'ultima si assumesse la responsabilità della manutenzione dei suoi aeromobili. Nel settembre 2014, Evelop firmò un accordo di code-share con Iberia per offrire voli diretti e non-stop per Cancun da Madrid.
Nel 2015, con l'arrivo di un nuovo A330-200, Evelop ha introdotto la sua Business Class.
A marzo 2017, Evelop ottenne i certificati in conformità agli standard internazionali ISO 9001 "Sistemi di gestione della qualità" e ISO 14001 "Sistemi di gestione ambientale" concessi da SGS, una società dedicata all'ispezione, verifica, test e certificazione. Entrambi i certificati rimangono in vigore, svolgendo regolarmente i compiti necessari per il loro rinnovo.
Nel gennaio 2018 Evelop è diventata membro della International Air Carriers Association (IATA) e ha rinnovato il certificato IOSA (IATA Operational Safety Audit) precedentemente rilasciato dalla IATA.
A marzo 2019, Evelop ha ricevuto il suo primo Airbus A350-900, destinato alle operazioni a lungo raggio. Lufthansa Technik è stata scelta per la manutenzione di questo modello.
Un anno dopo, nel marzo 2020, Evelop ha ricevuto il suo secondo A350-900, che ha rafforzato e ampliato la capacità operativa della sua flotta.
L'8 dicembre 2020, Evelop e Orbest si sono fuse sotto il nome commerciale di Iberojet.

## Destinazioni
Al 2022, Iberojet opera voli charter da Portogallo e Spagna verso Costa Rica, Cuba, Honduras, Mauritius, Messico e Repubblica Dominicana.

## Flotta
A dicembre 2022 la flotta di Iberojet è così composta: